# Pont de la Justice
Le pont de la Justice ou Vieux Pont est un pont classé franchissant la Lesse à la limite des communes de Libin et Paliseul dans la province de Luxembourg en Belgique.

## Situation
Le pont se situe sur un chemin empierré reliant les villages de Maissin (communes de Paliseul) à Villance (commune de Libin). Il franchit la Lesse une quarantaine de mètres en aval du confluent avec le ri de Chêne et un peu plus d'un kilomètre en amont du Pont Marie-Thérèse, autre ouvrage classé. Il se trouve aux alentours des lieux-dits La Mambore, La Bouchaille et La Justice qui lui a donné son nom.

## Histoire
Le pont actuel date vraisemblablement du XIXe siècle, peut-être du XVIIIe siècle. Il remplace très certainement un ouvrage antérieur car il se trouve sur une ancienne voie de communication importante qui reliait la ville de Saint-Hubert à la France.

## Description
Le pont est réalisé en moellons de schiste d'Ardenne et formé de deux arches en arc surbaissé réunies par un bec en amont et en aval. Il a une longueur approximative de 20 m. Il est constitué d'élargissements d'entrée de chaque côté. Le parapet est terminé par des pierres de schiste placées sur chant et taillées en demi-lune. 

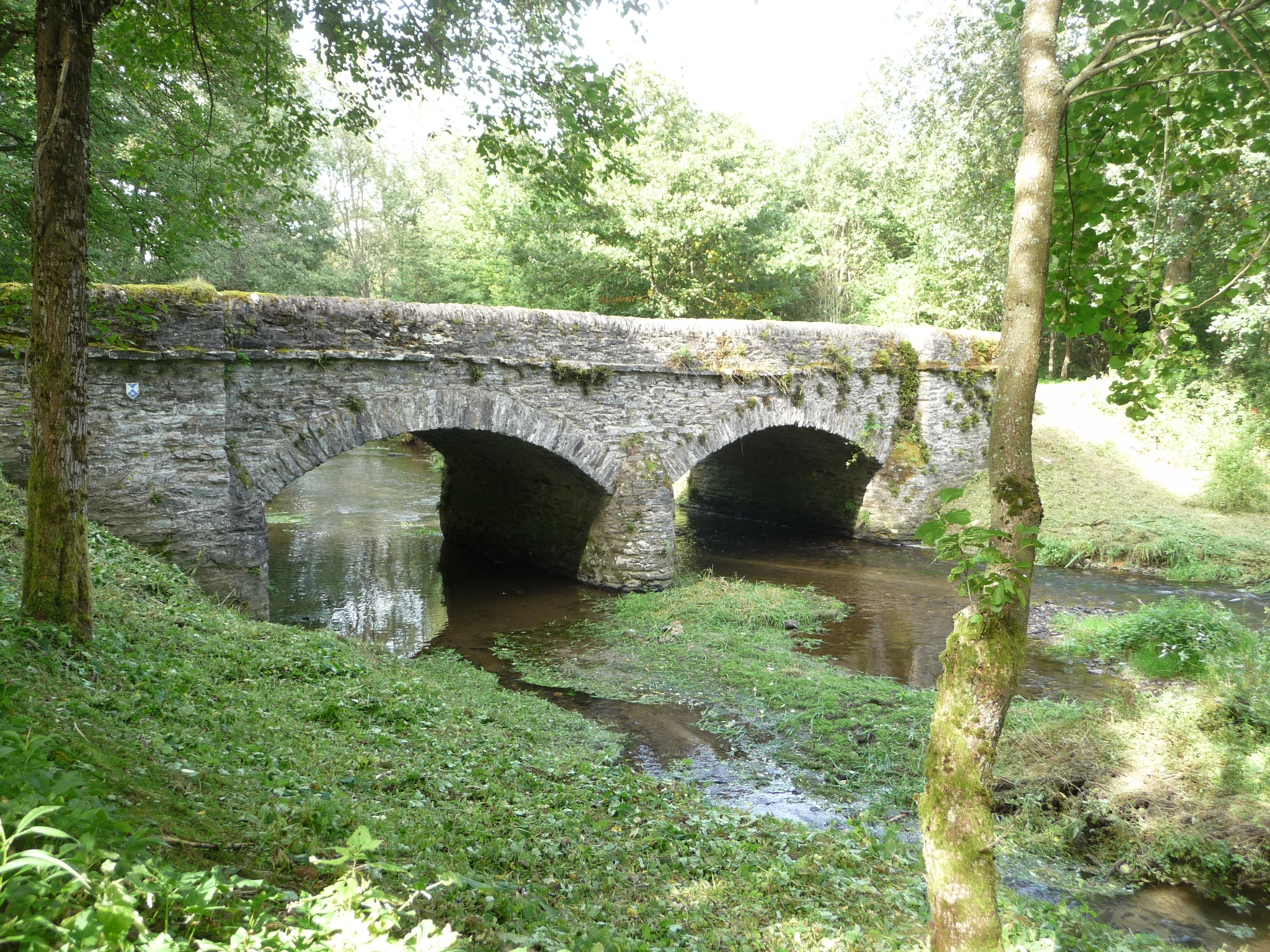
Pont de la Justice

## Classement
Le pont de la Justice ou "Vieux Pont" et l'ensemble formé par le pont et ses abords sont classés depuis le 13 janvier 1989 et sont repris sur la liste du patrimoine immobilier classé de Libin et sur la liste du patrimoine immobilier classé de Paliseul.